# 세 남자의 선택
《세 남자의 구 저녁 선택》은 대한민국의 JTBC의 프로그램이다. 알뜰하게 사는 주부와 가족들에게 알맹이가 될 수 있는 실용정보를 전하는 생활밀착형 라이프 정보 버라이어티 프로그램이다.

## 방송 시간
- 2011년 12월 5일 ~ 2012년 3월 27일 : 매주 월~수, 금요일 오후 6시25분

## 변경
2011년 12월 5일 ~ 2012년 1월 29일까지는 세 남자의 저녁으로 방송되었고,  2012년 1월 30일부터는 세 남자의 선택으로 방송되었다.